# توکی شیگه‌یوری
توکی شیگه‌یوری، توکی نوری‌یوری (به ژاپنی: 土岐 成頼 Toki Shigeyori); ۱ ژانویهٔ ۱۴۴۲ – ۵ مهٔ ۱۴۹۷) سامورایی و یک فرمانده نظامی ارشد در دوره موروماچی در ولایت مینو امروزه استان گیفو در ژاپن بود. وی در سن ۱۵ سالگی هشتمین رهبر خاندان توکی شد. وی پدر توکی ماسافوسا و توکی موتویوری بود. در اواخر عمر یک راهب بودایی شد و نام مونه‌یاسو را برگزید.